# アストラエアの白き永遠
『アストラエアの白き永遠』（アストラエアのしろきとわ）は、FAVORITEより2014年7月25日に発売された18禁恋愛アドベンチャーゲーム。略称は「アス永遠」。
2016年9月22日にdramatic createよりPlayStation Vita版『アストラエアの白き永遠 -White Eternity-』が発売された。
また、2017年1月27日にはファンディスクであり、続編ともなる『アストラエアの白き永遠 Finale -白き星の夢-』が発売された。
2024年11月29日に発売10周年を記念して本編とファンディスクをフルHDにリマスターしてセットにした『アストラエアの白き永遠 FHD Re:Eternity』が発売された。

## 概要
FAVORITEのブランド10周年記念作品。開発は『いろとりどりのヒカリ』制作前から少しずつ進められており、『TECH GIAN』2013年9月号で正式に発表された。
シナリオでは、『星空のメモリア -Wish upon a shooting star-』を担当したなかひろが企画から参加。またなかひろのスケジュールの都合と、既存のスタッフに不足していた「萌えエロ」部分を補うために保住圭が起用された。キャラクターデザイン・原画では、司田カズヒロが『星空のメモリア』以来、全メインヒロインを担当した。
作品タイトルは、ディレクターの水間ホシひととシナリオライターのなかひろ・保住の3人で話し合い、冬のビジュアルイメージと物語上のテーマを表す3ワードを組み合わせて作られた。なかひろによれば、本作品の中では「優しい世界観」を大切にし、『星空のメモリア』と同様のテーマ「家族や姉妹の絆」に加えて「友達との絆」も押し出している。また、作品の設定や作品中の会話等から『星空のメモリア』と世界観を共有しているものと考えられる。
共にブランド10周年となるALcotとのコラボレーション企画として、ALcotの『Clover Day's』と本作品を両方購入すると、仁村有志と司田のコラボ色紙が当たる「10周年Wキャンペーン」を開催。また両作品のキャラクターが掛け合いをするコラボムービーが制作された。

## ストーリー
（出典：）

### アストラエアの白き永遠
ルーン（超能力）を操るエルフィン（能力者）である榛名陸は、所属組織からの命令で橘落葉・葉月の姉妹を護衛することになり、幼い頃に住んでいた月ヶ咲へ再びやってくる。異常気象で2年間雪が降り続ける月ヶ咲の街で、陸は橘姉妹や転入した月ヶ咲学園の友人たちと共に過ごし、やがて多くの事件に巻き込まれていく。

### アストラエアの白き永遠Finale 白き星の夢
前作の本編では描かれなかったメインルートの幸ルート+雪々アフターをはじめとして6人のヒロインのアフターストーリー、葉月・ひなたのサイドストーリーが描かれる。
さぁ、永遠の証となる雪の結晶（ゆきのかけら）を探す旅に出よう―

## 登場人物
（出典：）

### 主人公
榛名 陸（はるな りく）
声：なし
身長：176cm
本作品の主人公。月ヶ咲学園2年。基本的に真面目だが人付き合いや人混みは苦手。ルーンを操るエルフィンで、サイコキネシス（念動力）やヒュプノ（催眠能力）を得意とし、これまで組織の教育施設で学びつつ仕事をしてきた。自分の親や家族のことは何も知らない孤児で、小学生の頃まではりんねと共に月ヶ咲の児童養護施設に住んでいたが、能力に目覚めて組織に引き取られた。
組織の局長・大樹の命により、落葉と葉月を護衛するために久々に月ヶ咲の街へやってきて、橘家に居候を始める。落葉には「家事を手伝うヘルパー」だと説明しているが、葉月の幼稚園への迎えや遊び相手以外はさせてもらえていない。同じく組織の手配で月ヶ咲学園へ転入し、落葉と同級生となる。月ヶ咲の街で人々と触れあうなかで家族や友人といった関係を徐々に知っていく。

### ヒロイン
雪々（ゆうき）
声 - 桃園にな（PC版） / 双葉まりか（PS Vita版/Finale）
T137 B68/W50/H71 12月24日生まれ　やぎ座　血液型：不詳
好きなもの：ぱくぱくできるもの / 嫌いなもの：もぐもぐできないもの
陸が幼い頃、月ヶ咲で冬の間だけ一緒に遊んだが、3月になるといつも消えてしまっていた不思議な女の子。月ヶ咲に戻った陸と久々に再会した。神出鬼没で、新市街と旧市街を結ぶ橋の上によく登場する。体は雪のように真っ白で、祭り衣装のような服をまとい、不思議な物言いをする。陸のことを「りっくん」と呼んでは、無邪気に接している。
橘 落葉（たちばな おちば）
声 - 小鳥居夕花
T159 B86/W57/H81 10/11生まれ てんびん座A型
好きなもの：妹の葉月 / 嫌いなもの：だらしないこと
学園2年。陸のクラスメイトで護衛対象。妹の葉月と2人暮らしで、葉月の世話や家事一切を担うしっかり者。学園では成績優秀・品行方正な優等生で、生徒会役員を務める。父親の大樹とは別居中で何年もまともに連絡を取っておらず、父の手配で家に下宿することになった陸を初めはあまり良く思っていなかった。しかし、一緒に暮らすうちに「家族」の一員として認め始めていく。
夕凪 一夏（ゆうなぎ いちか）
声 - 桐谷華
T155 B82/W57/H82 8/24生まれ 乙女座B型
好きなもの：身体を動かすこと / 嫌いなもの：うじうじ悩むこと
学園2年。落葉の親友でクラスメイト。明るく元気なムードメーカーで、転入生の陸にも懐っこく接する。部活は陸上部で、部活が無い日もよく河川敷で走っている。学園入学前に、姉の美晴の勤務先が月ヶ咲の新市街になったため、2人で引っ越してきた。現在も姉と2人暮らし。故郷は、南の地方に位置する鳳島で、そこには宇宙センターが立地している。
螢 りんね（ほたる りんね）
声 - 卯衣
T144 B71/W51/H73 7/29生まれ 獅子座AB型
好きなもの：コタツ / 嫌いなもの：迷子
陸の妹であり、同じ組織に属するエルフィン。サイコメトリー（接触感応能力）とテレパシー(精神感応能力)を得意とする。性格はクールでマイペース。葉月を護衛するため月ヶ咲幼稚園の手伝いに入るが、見た目が子どもっぽいため園児から同格扱いされ、「ぺたんこ先生」と呼ばれている。子どもの頃は陸と同じ月ヶ咲の児童養護施設で育ったが交流はなかった。とある事情から陸には自分が妹であることを隠している。現在はひなたとアパートで2人暮らし。幸に対して、対抗心を燃やしつつもなんだかんだいって協力しようとしており、幸とは直接的な血縁ではないものも姉妹同然のような関係として付き合っていくようになる。
コロナ（ころな）
声 - 鈴谷まや
T148 B77/W53/H78 4/7生まれ 牡羊座O型
好きなもの：人間 / 嫌いなもの：迷惑を掛けること
学園1年。ヴァルハラ研究所で数年前に造られた人型惑星探査ロボットの試作機で、人間社会に溶け込む試用実験として学園に入学したのだが…。性格は無邪気で健気で、周囲の人間たちと仲良くしたいと思っているが、気を遣いすぎてなかなかうまくいっていない。よく累と一緒に星天宮の仕事を手伝っている。愛称は「コロ助」。
水ノ瀬 琴里（みずのせ ことり）
声 - 桃山いおん
T161 B88/W58/H85 11/30生まれ 射手座O型
好きなもの：暇つぶしになること / 嫌いなもの：暇つぶしにならないこと
学園2年でひなたと同級生。成績優秀・運動神経抜群で、勘が鋭い生徒会役員。クールで堅く無愛想だが、押しに弱く人から何かを頼まれると断れないタイプ。生徒会長の柚子のことをいろいろ気にかけている。実はエルフィンだが陸たちの組織には属しておらず、活動目的は不明。ヴァルハラ研究所とつながりがあるようなのだが…。日本刀を使う居合いの達人でもある。レア能力アポーツ（物質転送能力）の使い手である。居合いの技能と合わせて戦闘力は作中トップクラスに高く、ひなたからも「反則」と称される。
白羽 幸（しらは　ゆき）
声 - 桃園にな（PC版） / 花宮すずね（PS Vita版/Finale）
T156 B85/W55/H76 12月24日生まれ　やぎ座AB型
好きなもの：家族 / 嫌いなもの：自由のない生活
陸の姉であり、世界で初めて生まれたエルフィン。通称：妖精（エルフ）。生まれつき病弱である上に自身のルーンの影響で長い間寝たきりであったため、車いす生活を送っていた。現在はリハビリのおかげで、少しずつ歩けるようになっている。お姉ちゃんとして、弟である陸の世話をたくさん焼こうと意気込んでいる。そのため、りんねや落葉に対して対抗心を燃やしている。

### サブキャラクター
橘 葉月（たちばな はづき）
声 - 白雪碧
T108 B57/W48/H63
落葉の妹で、陸・りんね・ひなたの護衛対象。月ヶ咲幼稚園に通う。
無邪気で明るく、陸を「お兄ちゃん」と呼んでとても懐いている。
「Finale」ではサブヒロインとして攻略可能となる。
今崎 ひなた（いまさき ひなた）
声 - 秋野花
T156 B83/W58/H80
学園2年。陸やりんねと共に月ヶ咲へ派遣されてきたエルフィンで、クレヤボヤンス（遠隔透視能力）を得意とする。陸たちの隣のクラスへ編入し、落葉を護衛するため生徒会役員となる。気さくで喜怒哀楽がはっきりしているが、小悪魔な面を持ち、勉強は嫌い。同級生になった琴里がエルフィンとすぐ気付き、互いに牽制しつつ付き合っている。
「Finale」ではサブヒロインとして攻略可能となる。
渡部 荘介（わたべ そうすけ）
声 - 下谷太朗
学園2年で陸たちと同級。落葉や一夏とは以前からの友人。一夏と同じく陸上部に所属する。学園の友人とは仲良く付き合っているが、妹の椎菜には邪険な態度を取る。
早少女 柚子（さおとめ ゆず）
声 - 神村ひな
T160 B80/W58/H82
学園2年。学園の生徒会長を務める。苦労性で生徒会の仕事を何でも一人でやろうとしてしまう。
前会長
声 - 小友わかば
学園3年。柚子の先代の生徒会長。物語開始前の秋に柚子を新生徒会長に推薦した。みんなに慕われる優等生で、柚子の憧れの存在。
大神 累（おおみわ るい）
声 - 杏子御津
T151 B81/W56/H80
学園1年。マイペースで言動が所々ズレている。コロナのクラスメイトで、クラスでは「浮いてる仲間」らしい。家は街外れの神社・星天宮で、放課後や休日は巫女装束で神社の仕事をしている。彼女の祖父は星天宮総本社の大神主である。
アルビレオ
声 - 加乃みるく
星天宮に祀られる隕石に宿っていたという生物（？）で、累は「白鳥」だと言っている。大きな耳で羽ばたいて空を飛ぶ。
実はルーンの使い手であり、炎を吐いたり（しかし、その後身体が溶ける。溶けた身体は雪をくっつけると治る）、テレパシーで意思疎通（語尾に「ですわ」をつけるお嬢様口調だが、相当な毒舌）が可能。
早少女 まりも（さおとめ まりも）
声 - 藤森ゆき奈
T110
月ヶ咲幼稚園の園児で葉月の友達。柚子の妹。おませで口達者で、よく陸に絡んでくる。
渡部 椎菜（わたべ しいな）
声 - 東かりん
T105
月ヶ咲幼稚園の園児で葉月の友達。荘介の妹。おとなしく引っ込み思案。おばあちゃんっ子で、おばあちゃんが作った熊のぬいぐるみをいつも抱えている。
千川 希（せんかわ のぞみ）
声 - 石川乃奈
T162 B87/W59/H85
月ヶ咲幼稚園の先生。おっとり優しい性格で園児たちに慕われる。りんねに幼稚園の仕事をいろいろ教えている。
ばあちゃん
声 - 伊藤硝子
荘介と椎菜の祖母。月ヶ咲学園の保護者会員。表情はにこやかだがしたたかな性格で、「お祖母ちゃんの知恵袋」と称して椎菜や園児たちに妙な知識を伝授している。
夕凪 美晴（ゆうなぎ みはる）
声 - 相葉茉美
T166 B84/W59/H84
一夏の姉。ヴァルハラ研究所の主任で、コロナのメンテナンスを担当している。研究に没頭しており、同居している一夏とはすれ違いが多い。
白羽教授（しらはきょうじゅ）
声 - かわしまりの
幸の母親で、ヴァルハラ研究所の所長。非言語コミュニケーションの専門家。そのため、人の心理をくったような対応をするが、娘が絡むと母親の顔を見せ素直になる。
橘 大樹（たちばな だいき）
声 - 皇帝
陸たちの組織（クロノス特務機関）の局長。落葉と葉月の父親だが、長らく自宅を離れていて娘たちと顔を合わせていない。月ヶ咲でのエルフィンの活動の確認と、落葉や葉月の護衛のため、陸たちを月ヶ咲へ差し向けた。マイペースで他人の話を聞かず、陸たちを振り回している。
ユグドラシル（雪々の母）
声 - 遠野そよぎ
雪々の母。雪々の故郷である星に今は大樹の姿で存在している。既に死んでいる身であり、わずかなルーンでもって仮初の命を維持しているに過ぎない。

## 世界観・用語
（出典：）
月ヶ咲（つきがさき）
物語の主舞台。100年以上前に建てられた時計台がシンボルの北方の街。市内を流れる川により、高層ビルが建ち並ぶ新市街と古くからの住宅地の旧市街に分かれている。もともと降雪地だったが、2年前から原因不明の異常気象で季節を問わず雪が降り（ただし冷たくなく、積もらずにすぐ融けてしまう不思議な雪）、竜巻・落雷・川の増水などの自然災害が頻発している。
ルーン（能力）
物語の十数年前に発見された「超能力」。その後研究は進んでいるが、まだ未知の部分が多い。テレパシー（精神感応能力）やサイコキネシス（念動力）など、様々な種類がある。
エルフィン（能力者）
ルーンを操る次世代の人間。存在は公にされておらず、なぜ誕生するのかは謎。テレパシーやサイコキネシスなどの基本的なルーンはエルフィンの誰でも使えるが、その他にそれぞれ得意とするアイルーン（特化型能力）を持つ。またエルフィン同士は互いのルーンや念波を感じ取ることができる。陸たちの組織はエルフィンの存在が表に出ないよう隠したり、ルーンの暴走を止めることを仕事にしている。

## 評価
PS Vita版はファミ通クロスレビューでは8、7、7、7の29点。レビュアーは雰囲気を醸し出す雪が降る演出やグラフィックやBGM、快適にプレイできるチャプタージャンプ、読みやすいテキストを賞賛、シナリオについては意外とスケールが大きく家族の繋がりを扱った話は温かみがあって感動的、ヒロインたちの葛藤や緊迫感がいいとした上で冗長やご都合主義的にも感じるとしたほか、似通ったキャラクター造形やスチルの使い回し、移植版にもっと追加要素がほしかったともした。

## 主題歌など
（出典： ）

### アストラエアの白き永遠
オープニングテーマ1「White Eternity」
歌 - 新田恵海 / 作詞 - 山本美禰子 / 作曲 - 野崎心平 / 編曲 - Gravity musik
フィーチャーソング1(PC版)/「雪のエルフィンリート」
歌 - 桃園にな/ 作詞 - 山本美禰子 / 作曲・編曲 - 小高光太郎(System Of Eden)
フィーチャーソング1（PS Vita版）「雪のエルフィンリート〈-White Etanernity-ver.〉」
歌 - Ceui/ 作詞 - 山本美禰子 / 作曲・編曲 - 小高光太郎(System Of Eden)
オープニングテーマ2・フィーチャーソング2「雪のエルフィンリート 〜Never ending love song〜」
歌 - 山本美禰子 / 作詞 - 山本美禰子 / 作曲・編曲 - 小高光太郎(System Of Eden)
エンディングテーマ「季節を抱きしめて 〜blooming white love〜」
歌 - 橋本みゆき / 作詞 - 山本美禰子 / 作曲・編曲 - 野崎心平
グランドエンディングテーマ「After snow ―白き永遠―」
歌 - Ceui / 作詞 - 永原さくら / 作曲・編曲 - 小高光太郎(System Of Eden)
キャラクターテーマソング「アストラル アリア 〜しあわせな永遠へと〜」
歌 - 桃園にな・小鳥居夕花・桐谷華・卯衣・鈴谷まや・桃山いおん / 作詞 - 永原さくら / 作曲・編曲 - 忍
- 初回限定版特典のボーカルソングアルバム『ASTRAL ARIA』に、6曲のフルバージョン/インストゥルメンタル、計12曲を収録。

- ★アストラエアの白き永遠 オリジナルサウンドトラックプラス 新録曲

「White Eternity ～Spring is in the air～」
歌 - 新田恵海 / 作詞 - 山本美禰子 / 作曲 - 野崎心平 / 編曲 - 忍
「アストラル アリア ～しあわせな永遠へと～ feat.新田恵海」
歌 - 新田恵海 / 作詞 - 永原さくら / 作曲・編曲 - 忍

### アストラエアの白き永遠 Finale -白き星の夢-
オープニングテーマ「ユーフォリアム」
歌 - 鈴湯 / 作詞 - 山本美禰子 / 作曲 - 小高光太郎・UiNA
フィーチャーソング1「雪のエルフィンリート～elfin'Lied of snowy lullaby.～」
歌 - 山本美禰子 / 作詞 - 山本美禰子 / 作曲・編曲 - 小高光太郎
フィーチャーソング2「雪のエルフィンリート feat.Ceui」
歌 - Ceui/ 作詞 - 山本美禰子 / 作曲・編曲 - 小高光太郎(System Of Eden)
フィーチャーソング3「雪のエルフィンリート 〜Never ending love song〜」
歌 - 山本美禰子/ 作詞 - 山本美禰子 / 作曲・編曲 - 小高光太郎(System Of Eden)
フィーチャーソング4 「White Eternity～Spring is in the air～　feat.鈴湯」
歌 - 鈴湯 / 作詞 - 山本美禰子 / 作曲 - 小高光太郎・UiNA /　編曲 - 忍
エンディングテーマ1「白いサクラ咲いて」
歌 - 山本美禰子 / 作詞 - 山本美禰子 / 作曲・編曲 - 野崎心平
キャラクターテーマソング/エンディングテーマ2(雪々ED)「smile again」
歌 - 雪々(CV：双葉まりか)＆幸(CV：花宮すずね) / 作詞 - 華子 / 作曲・編曲 - 黒川陽介
グランドエンディングテーマ　「Dreams come true　-花咲き誇る、地球のもとで-」
歌 - Ceui / 作詞 - 永原さくら / 作曲 - 小高光太郎/　編曲 - 小高光太郎　廣澤優也
- 初回限定版特典のボーカルソングアルバム『GRAND FINALE』に、6曲のフルバージョン/インストゥルメンタル、計12曲を収録。

## 制作スタッフ
（出典：）
- シナリオ：なかひろ、保住圭、高山大河（PS Vita版）
- 原画：司田カズヒロ
- サブ原画：ヒラサト、なつめえり、GT
- SD原画：ミズタマ
- 音楽：忍
- ディレクター：水間ホシひと